# Bataille de Tel-el-Kebir
guerre anglo-égyptienne

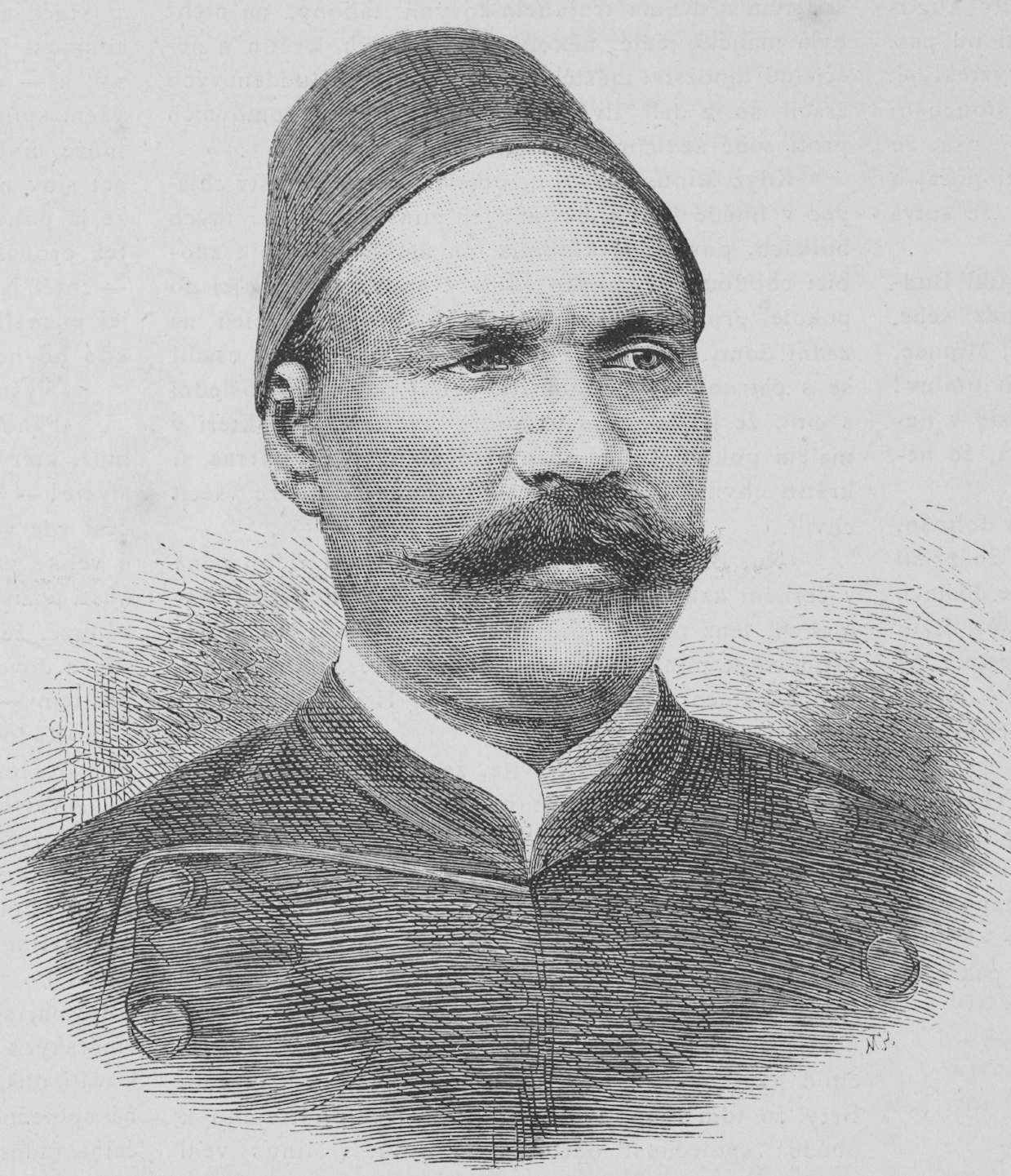
Ahmed Urabi (1882)

La bataille de Tel-el-Kebir se déroule le 13 septembre 1882, en Égypte. Elle opposa le Royaume-Uni à l'Égypte, à 110 km au nord-nord-est du Caire. Une force égyptienne retranchée sous le commandement du colonel et nationaliste égyptien Ahmed Urabi a été vaincue par une armée britannique dirigée par le maréchal Garnet Joseph Wolseley, lors d'un assaut soudain précédé d'une marche sous couvert de l'obscurité. Les Égyptiens sont défaits et cette bataille marque la fin de la guerre anglo-égyptienne de 1882.

## Contexte

### Bombardement et invasion d'Alexandrie
Le 20 mai 1882, une flotte combinée franco-britannique arrive à Alexandrie. Au même moment, les troupes égyptiennes renforcent les défenses côtières de la ville en prévision d'une attaque. Ces événements ont fait monter la tension à Alexandrie et ont finalement déclenché des émeutes tumultueuses qui ont fait des victimes des deux côtés. À la suite de ces émeutes, un ultimatum a été envoyé au gouvernement égyptien lui demandant d'ordonner aux officiers d'Urabi à Alexandrie de démanteler leurs batteries de défense côtière. Le gouvernement égyptien refuse. Pendant ce temps, la tension s'accroît entre la Grande-Bretagne et la France au sujet de la crise. Comme la plupart des pertes n'étaient pas françaises, les principaux bénéficiaires européens de la révolution seraient les Français. Ainsi, le gouvernement français a refusé de soutenir cet ultimatum et s'est prononcé contre une intervention armée.
L'ultimatum étant ignoré, l'amiral Seymour donne l'ordre à la Royal Navy de bombarder les emplacements de canons égyptiens à Alexandrie. Le 11 juillet à 7 h, le premier obus est tiré sur Fort Adda par le HMS Alexandra et à 7 h 10, toute la flotte est engagée. Les défenses côtières ont riposté peu après, avec un effet minimal et des pertes minimes pour la flotte britannique. Aucun navire britannique n'a été coulé. Le 13 juillet, une importante force navale a débarqué dans la ville. Malgré une forte résistance de la part de la garnison pendant plusieurs heures, la supériorité écrasante des forces britanniques plus petites a finalement forcé les troupes égyptiennes à se retirer de la ville.

## Prélude

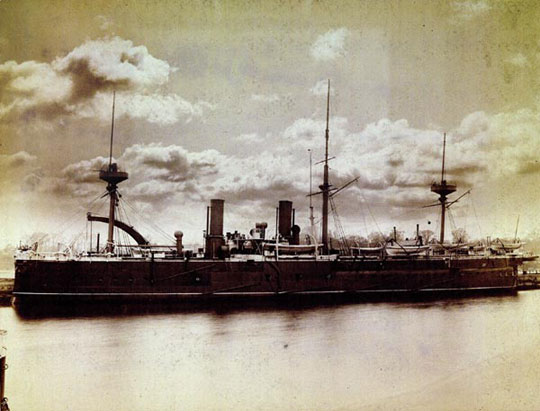
Photographie du HMS Alexandra

Le lieutenant général Garnet Wolseley est placé à la tête d'une importante force ayant pour objectif de détruire le régime d'Urabi et de restaurer l'autorité nominale du khédive Tawfiq. La force totale était composée de 24 000 soldats britanniques, qui se concentraient à Malte et à Chypre, et d'une force de 7 000 soldats indiens qui passaient par Aden.
Wolseley tente d'abord d'atteindre Le Caire directement depuis Alexandrie. Urabi déploie ses troupes à Kafr El-Dawwar entre Le Caire et Alexandrie et prépare des défenses très importantes. Là, les attaques des troupes britanniques furent repoussées pendant cinq semaines lors de la bataille de Kafr el-Dawwar.

### Sécurisation du canal
Wolseley décide alors d'approcher le Caire par une autre route. Il décida d'attaquer en direction du canal de Suez. Urabi savait que la seule autre approche de Wolseley vers Le Caire était le canal, et il voulait le bloquer. Ferdinand de Lesseps, en connaissant les intentions d'Urabi, lui a assuré que les Britanniques ne risqueraient jamais d'endommager le canal, et éviteraient à tout prix de l'impliquer dans des opérations selon Lutsky, il a même "donné sa parole d'honneur à Urabi de ne pas permettre le débarquement de troupes britanniques dans la zone du canal, et Urabi a fait confiance à de Lesseps. En agissant ainsi, Urabi a commis une grave erreur militaire et politique". Urabi a écouté son conseil et n'a pas bloqué le canal, le laissant ouvert à une invasion par les forces britanniques.
Lorsque Wolseley est arrivé à Alexandrie le 15 août, il a immédiatement commencé à organiser le mouvement des troupes à travers le canal de Suez vers Ismaïlia. Ceci fut accompli si rapidement qu'Ismaïlia fut occupée le 20 août sans résistance:67 
Ismaïlia fut rapidement renforcée par 9 000 soldats, les ingénieurs étant chargés de réparer la ligne de chemin de fer depuis Suez. Une petite force fut poussée le long du canal Sweet Water jusqu'à l'écluse de Kassassin où elle arriva le 26 août.

### Attaque égyptienne à Kassassin
Urabi tente de repousser l'avance et attaque les forces britanniques près de Kassassin le 28 août. Les troupes britanniques sont prises par surprise, car elles ne s'attendaient pas à une attaque. Les combats sont intenses mais les deux bataillons britanniques, avec leurs 4 pièces d'artillerie, tiennent leur position.
La cavalerie lourde britannique, composée de la Household Cavalry et du 7th Dragoon Guards, avait suivi l'infanterie et campait à 6,4 km de là. Lorsque la cavalerie est arrivée, les Britanniques sont passés à l'offensive et ont causé de lourdes pertes aux Égyptiens, les forçant à battre en retraite sur 8 km:67
Une nouvelle attaque des forces égyptiennes à Kassassin est repoussée et les Égyptiens se retirent dans leurs lignes pour construire des défenses:68

### Capture de Mahmoud Fehmy
À peu près au même moment que la première bataille de Kassassine, les Britanniques remportent un succès majeur avec la capture de l'ingénieur militaire en chef égyptien, le général Mahmoud Fehmy. Les circonstances exactes de sa capture ne sont pas claires - selon un récit, il avait enfilé des vêtements civils à cause de la chaleur, et était parti se promener accompagné d'un seul autre officier lorsqu'il est tombé dans une embuscade tendue par un groupe de cavaliers britanniques. La perte de Fehmy a été " un coup dur pour la défense de Tel-el-Kebir pour lequel il n'y avait pas de remède ", car le général très respecté n'était arrivé que récemment pour superviser la construction de fortifications sur le site.

## La bataille

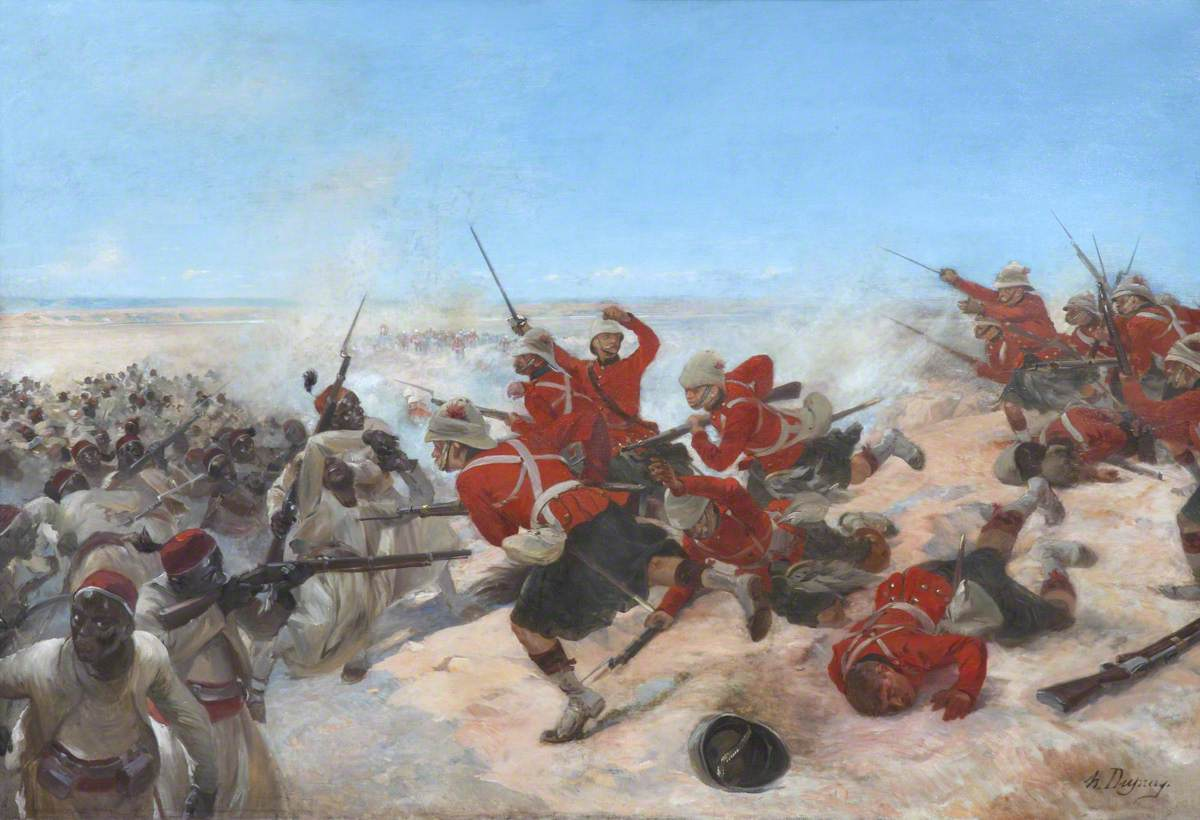
Tel-El-Kebir par Henri-Louis Dupray

Urabi s'est redéployé pour défendre Le Caire contre Wolseley. Sa force principale se retranche à Tel El Kebir, au nord de la voie ferrée et du canal Sweetwater, qui relient tous deux Le Caire à Ismaïlia sur le canal. Les défenses étaient préparées à la hâte, mais comprenaient des tranchées et des redoutes. Les forces d'Urabi possédaient 60 pièces d'artillerie et des fusils à chargement par la culasse. Wolseley effectue plusieurs reconnaissances personnelles et détermine que les Égyptiens n'installent pas d'avant-postes devant leurs principales défenses la nuit, ce qui permet à une force d'attaque de s'approcher des défenses à la faveur de l'obscurité. Plutôt que d'effectuer un mouvement de débordement autour des retranchements d'Urabi, ce qui impliquerait une longue marche dans un désert sans eau, ou d'entreprendre un bombardement et un assaut en bonne et due forme, Wolseley prévoit d'approcher la position de nuit et d'attaquer de front à l'aube, en espérant créer la surprise.
Wolseley commença son avancée depuis Ismaïlia dans la nuit du 12 septembre, avec deux divisions d'infanterie et une brigade de cavalerie. Une brigade de troupes indiennes couvrait le flanc sur la rive sud du canal Sweetwater. La marche d'approche des forces principales a été facilitée par le fait que le désert à l'ouest de Kassassin était presque plat et dégagé, ce qui le faisait ressembler à un gigantesque terrain de parade. Malgré des haltes répétées pour maintenir l'habillage et l'alignement, les troupes britanniques atteignirent la position égyptienne à l'heure prévue par Wolseley.

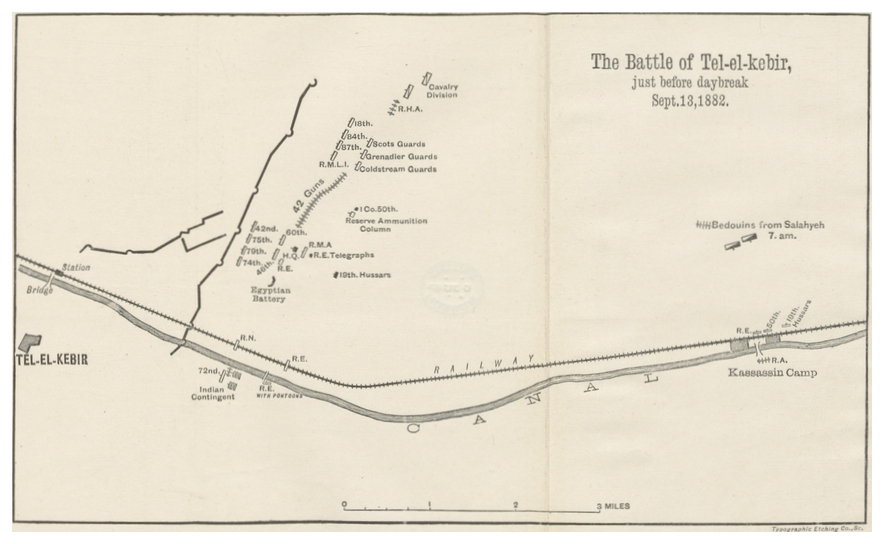
Champ de bataille de Tel-El-Kebir

À 5h45 du matin, les troupes de Wolseley se trouvaient à six cents mètres des retranchements et l'aube commençait à peine à poindre, lorsque les sentinelles égyptiennes les aperçurent et tirèrent. Les premiers coups de feu furent suivis de multiples volées depuis les retranchements et par l'artillerie:68. Les troupes britanniques, menées par la Highland Brigade sur le flanc gauche, et la 2e Brigade sur le flanc droit avec la Guards Brigade (commandée par le troisième fils de la reine Victoria, le prince Arthur, duc de Connaught et Strathearn) en soutien, chargèrent à la baïonnette.
L'avancée britannique est masquée par la fumée de l'artillerie et des fusils égyptiens. Arrivant dans les tranchées au même moment, tout le long de la ligne, la bataille qui en résulta fut terminée en moins d'une heure [10] : 68 La plupart des soldats égyptiens étaient fatigués d'être restés sur le qui-vive toute la nuit. En raison de la hâte avec laquelle les forces d'Urabi avaient préparé leurs défenses, il n'y avait aucun obstacle devant eux pour perturber les attaquants. Plusieurs groupes ont résisté et se sont battus, principalement les troupes soudanaises à l'avant de la brigade Highland, mais ceux qui n'ont pas été submergés dans la première ruée ont été contraints de battre en retraite. Finalement, ce fut une défaite écrasante pour les Égyptiens. Les chiffres officiels britanniques font état d'un total de 57 soldats britanniques tués. Environ deux mille Égyptiens sont morts. L'armée britannique a eu plus de pertes dues aux coups de chaleur qu'à l'action de l'ennemi:130
La cavalerie britannique poursuit l'ennemi brisé vers Le Caire, qui n'est pas défendu. Le pouvoir est alors rendu au khédive, la guerre est terminée et la majorité de l'armée britannique se rend à Alexandrie et prend le bateau pour rentrer chez elle, ne laissant à partir de novembre qu'une armée d'occupation:69
Le lieutenant William Mordaunt Marsh Edwards a reçu une Victoria Cross pour sa bravoure pendant la bataille.